# Неферкамин II Ану

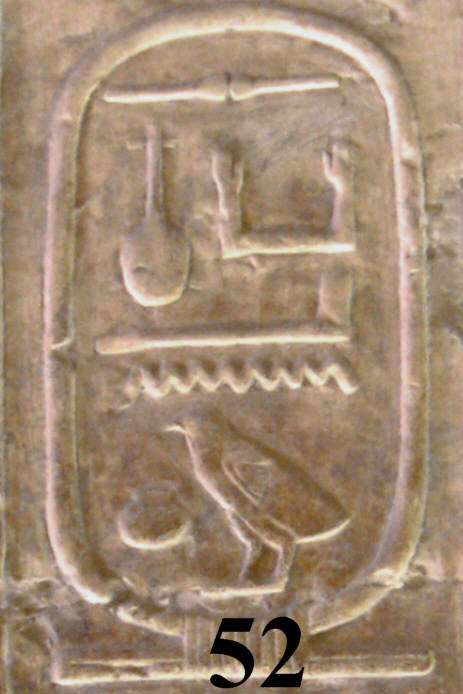
Неферкамин II Ану

Неферкамин II Ану — фараон Древнего Египта из VIII династии, правивший в XXII веке до н. э.
Фараон известен из Абидосского списка. Ни его гробница, ни сохранившиеся от его правления памятники не известны. Возможно, это он упоминается в Туринском папирусе под именем Нефер («Прекрасный»). Согласно этому папирусу, он правил 2 года, 1 месяц и 1 день.

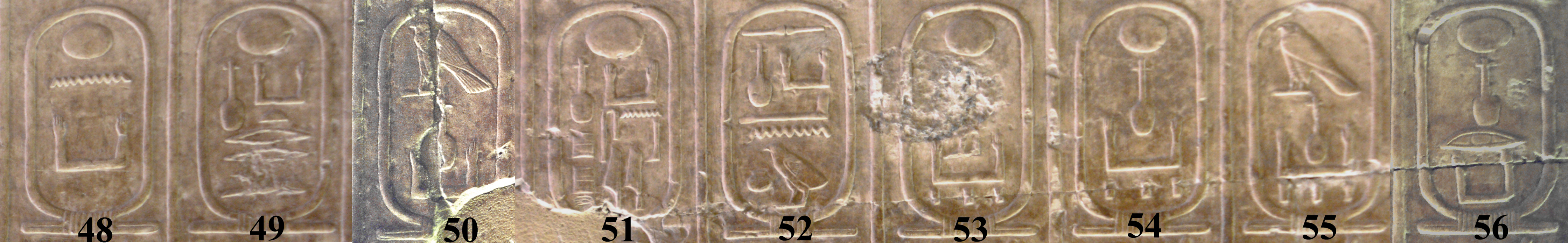
Абидосский список (фрагмент). Неферкамин II Ану записан под № 52